# Micsoda csapat!
A Micsoda csapat! (eredeti cím: A League of Their Own) egy 1992-es amerikai sportdráma-vígjáték, amelyet Penny Marshall rendezett, és amely a valós életben működő All-American Girls Professional Baseball League (AAGPBL) kitalált történetét meséli el. A főbb szerepekben Tom Hanks, Geena Davis, Madonna, Lori Petty, Rosie O'Donnell, Jon Lovitz, David Strathairn, Garry Marshall és Bill Pullman látható. A filmet Lowell Ganz és Babaloo Mandel írta Kelly Candaele és Kim Wilson története alapján.
Egyszer az életben mindenkinek lehetősége van, hogy más legyen.

## Cselekmény
|  | Alább a cselekmény részletei következnek! |

1988-ban Dottie Hinson részt vesz az All-American Girls Professional Baseball League kiállítás megnyitóján. Sok egykori csapattársat és barátot lát, ami az 1943-as eseményekre emlékezteti.
Amikor a második világháború idejéna Chicago Cubs tulajdonosa, Walter Harvey meggyőzi tulajdonostársait, hogy finanszírozzanak egy női ligát. Ira Lowensteint bízzák meg a vezetéssel. Ernie Capadino felderítő részt vesz egy oregoni ipari ligás softball-meccsen, és megtetszik neki, amit Dottie-ban, egy helyi tejüzem elkapójában lát. A lányt ez nem érdekli; boldogan éli az életét, miközben várja, hogy férje, Bob visszatérjen a háborúból, de kisebbik húga, Kit Keller rábeszéli, hogy menjen a férfival. 
Dottie és Kit a chicagói Harvey Fieldre utazik a próbajátékra. Találkoznak a taxitáncos Mae "All the Way Mae" Mordabitóval és legjobb barátnőjével, a kidobó Doris Murphyvel, a halk szavú jobb oldali játékos Evelyn Gardnerrel, az analfabéta bal oldali játékos Shirley Bakerrel, a dobó és korábbi Miss Georgia szépségkirálynővel Ellen Sue Gotlanderrel, a bal oldali/visszatöltő Betty "Spaghetti" Hornnal, a második bázisjátékos Marla Hoochgal, az első bázisjátékos Helen Haleyvel és Alice "Skeeter" Gaspersszel. Ők és még öt másik játékos alkotják a Rockford Peaches-t, míg 48 másik játékos alkotja a Racine Belles-t, a Kenosha Comets-et és a South Bend Blue Sox-ot.
A csapatot az egykori sztár ütőjátékos, Jimmy Dugan, egy cinikus alkoholista irányítja. Kezdetben viccnek tekinti az egészet, és arra kényszeríti Dottie-t, hogy átvegye az irányítását. Dugan ráadásul durva a játékosaival szemben. A csapat Evelyn elkényeztetett, nyafka fiával, Stillwell-lel és a csapat szigorúan vett kísérőjével, Miss Cuthburt-tel utazik. A Life magazin fotósa a lelátón, Lowenstein könyörög a játékosoknak, hogy csináljanak valami látványosat. Dottie eleget tesz a kérésnek, elkap egy felpattanó labdát a hazai pálya mögött, miközben egy hasprést csinál. Az így készült fotó a magazin címlapjára kerül. A reklámkampány egyre több embert vonz a meccsekre, de a tulajdonosokat továbbra sem győzik meg.
A csapattársak összekovácsolódnak. Marla hozzámegy egy Nelson nevű férfihoz, akit egy kocsmában ismert meg, és a szezon hátralévő részére elhagyja a csapatot, Mae megtanítja Shirley-t olvasni, Evelyn pedig csapatdalt ír. Lowenstein Dottie-t teszi meg a liga arcává, ami miatt Kit neheztel. Testvéri rivalizálásuk egyre fokozódik, aminek következtében Kit-et elcserélik a Racine Belles-hez.
A csapat a liga legjobb mérlegével zárja a szezont, és kvalifikálja magát a világbajnokságra. Jimmy táviratot ad át Bettynek, amelyben közli, hogy férje a csendes-óceáni hadszíntéren elesett. A gyász miatt elhagyja a csapatot. Aznap este Dottie-t meglepetés éri, amikor megjelenik Bob, aki megsebesült és leszerelt a hadseregből. Jimmy megtudja, hogy Dottie hazamegy Bobbal. Mivel nem tudja meggyőzni, hogy játsszon a világbajnokságon, azt mondja neki, hogy meg fogja bánni a döntését.
A Peaches a Belles ellen játszik a világbajnokságon, amely hét mérkőzésen át tart. Dottie a hetedik meccsre újra csatlakozik a Peaches-hez, míg Kit a Belles kezdő dobója. A Belles egy futással vezet a kilencedik játékrész elején, és Dottie beviszi a döntő futást. Kit kétségbeesik, de kap egy második esélyt, amikor a kilencedik perc végén két kiesővel az ütőhöz lép. Ütést ér el, és figyelmen kívül hagyva a harmadik bázis edzőjének megállásra intő jelét, a győztes futást úgy éri el, hogy a dobóhelyen leüti a nővérét, és kiveszi a labdát Dottie kezéből.
A teltházas közönség meggyőzi Harvey-t, hogy adja meg Lowensteinnek a tulajdonosok támogatását. A meccs után a nővérek kibékülnek, mielőtt Dottie elmegy Bobbal.
A jelenben Dottie újra találkozik a többi játékossal, köztük Kit, Capadino és Lowenstein; látja, hogy Jimmy 1987-ben meghalt. A túlélő Peaches elénekli Evelyn csapatdalát, és pózolnak egy fotóhoz.
|  | Itt a vége a cselekmény részletezésének! |

## Szereplők
| Szerep                           | Színész          | Magyar hang       |
| -------------------------------- | ---------------- | ----------------- |
| Jimmy Dugan                      | Tom Hanks        | Józsa Imre        |
| Dottie Hinson                    | Geena Davis      | Nyakó Júlia       |
| Mae Mordabito                    | Madonna          | Szirtes Ági       |
| Kit Keller                       | Lori Petty       | Csere Ágnes       |
| Ernie Capadino                   | Jon Lovitz       | Dózsa László      |
| Ira Lowenstein                   | David Strathairn | Varga T. József   |
| Walter Harvey                    | Garry Marshall   | Velenczey István  |
| Bob Hinson                       | Bill Pullman     | Haás Vander Péter |
| Doris Murphy                     | Rosie O’Donnell  | Zsurzs Kati       |
| Betty 'Spagetti Betty' Horn      | Tracy Reiner     | Prókai Annamária  |
| Charlie Collins, a Racine edzője | Don S. Davis     | Láng József       |
| Dave Hooch                       | Eddie Jones      | Makay Sándor      |
| Maida Gillespie                  | Laurel Cronin    |                   |
| Racine első bázisjátékos         | Téa Leoni        |                   |

## Forgatás
Penny Marshall rendezőt az 1987-es A League of their Own című televíziós dokumentumfilm ihlette, amely az AAGPBL-ről szólt. Soha nem hallott még a ligáról, és felvette a kapcsolatot a film alkotóival, Kelly Candaele-lel és Kim Wilsonnal, hogy a forgatókönyvírókkal, Babaloo Mandellel és Lowell Ganzzal együttműködve készítsenek egy forgatókönyvet a 20th Century Fox számára. A Fox végül elutasította a forgatókönyvet, Marshall pedig leszerződött a Columbia Pictures-szel, akiknek tetszett a történet.
2013-ban Penny Marshall rendező egy műsorban beszélt arról, hogy eredetileg Demi Moore-t szerette volna Dottie Hinson szerepére: "Demi Moore tetszett, de közben terhes lett."Ezután Debra Winger kapta meg Dottie szerepét, és három hónapig a Chicago Cubsnál edzett a felkészülés során, azonban négy héttel a forgatás kezdete előtt kiszállt a produkcióból, később azt mondta, hogy Madonna szereposztása volt az oka a döntésének, Marshall Geena Davist választotta Winger helyére. Bill Hughes, a USC baseball-edző asszisztense volt a film technikai tanácsadója, és három hónappal a forgatás előtt baseballtáborba küldte a film szereplőgárdáját.
A baseball-jelenetek forgatása számos fizikai balesettel járt: Anne Ramsay (Helen Haley) eltörte az orrát egy baseball-kesztyűvel, miközben megpróbált elkapni egy labdát, és a Renée Coleman színésznő combján látható zúzódás is valódi volt. 2013-ban Geena Davis az MLB Network Costas at the Movies című műsorában a következőket mondta: "Néhány valódi szereplőnknek a hazacsúszástól felszakadt a bőr a lábáról."[19] Egy 2021-es interjúban Petty azt állította, hogy a forgatás alatt eltörte a lábát, de megismételte a jelenetet.
A próbajáték jelenetét, a Chicago Cubs hazai stadionjában, a Wrigley Fieldben vették fel. A Rockford Peaches hazai mérkőzéseit az indianai Huntingburgban lévő stadionban, a Racine elleni bajnoki mérkőzést pedig az indianai Evansville-ben lévő Bosse Fieldben forgatták. A forgatás 1991. július 10. és 1991. október 31. között zajlott. 

## Filmzene
A Micsoda Csapat! filmzenéje 1992. június 30-án jelent meg CD-n és kazettán a Columbia Records gondozásában. Az album 1992. július 25-én a 159. helyen végzett az amerikai Billboard 200 albumlistán. Bár Madonna hozzájárult a filmhez a This Used to Be My Playground című számmal, amely a film stáblistája alatt hangzott el, de a szám, szerzői jogi okokból nem került fel a filmzenealbumra.

## Fogadtatás
A filmet a kritikusok jól fogadták, akik többnyire a színészeket játékát emelték ki. A Rotten Tomatoes kritika-gyűjtő oldalon 79 kritika alapján 81%-os tetszést aratott, 7/10-es átlagpontszámmal. 

## Bevétel
A film 1992. július 1-jén került a mozikba, és az első hétvégén 13,2 millió dolláros bevételt hozott, ezzel a második helyen végzett a Batman visszatér mögött, de sikerült megelőznie a szintén debütáló Bumeráng című filmet.   A második hétvégén már csak 15%-ot esett, 11,5 millió dollárt hozott, és az első helyen végzett. A film végül siker lett, 107,5 millió dollárt hozott az Egyesült Államokban és Kanadában, de csak 24,9 millió dollárt más területeken, így világszerte 132,4 millió dolláros bevételt ért el, ami a 40 millió dolláros gyártási költségvetéséhez képest jónak mondható.

## Fordítás
- Ez a szócikk részben vagy egészben  az   A League of Their Own című angol Wikipédia-szócikk fordításán alapul.  Az eredeti cikk szerkesztőit annak laptörténete sorolja fel. Ez a jelzés csupán a megfogalmazás eredetét és a szerzői jogokat jelzi, nem szolgál a cikkben szereplő információk forrásmegjelöléseként.